# Lutte ouvrière
Lutte ouvrière (svenska: arbetarkamp), förkortat LO, är ett franskt trotskistisk parti. Egentligen heter partiet Union Communiste (Trotskyste), kommunistiska förbundet (trotskisterna), men det benämns nästan alltid, även exempelvis på partiets valsedlar och valaffischer, som Lutte ouvrière eftersom det är namnet på partiets veckotidning. Organisationen är registrerad som politiskt parti av rent formella skäl, Lutte ouvrière gör inte anspråk på att vara ett parti utan anser sig bygga upp förutsättningarna för att i framtiden kunna utropa ett nytt franskt arbetarparti.

## Partistruktur
Partiet är ett strikt leninistiskt organiserat parti. Dess ledare är hemliga, och dess mest kända ansikte är presidentkandidaten Arlette Laguiller. Partiet eftersträvar att vara ett parti av kadrer och det krävs därför en lång och intensiv period av skolning för att beviljas medlemskap i partiet. Partiet inriktar sin verksamhet på arbetarklassen, och underställer personer med hög inkomst stora medlemsavgifter och stora aktivitetskrav för medlemskap. På grund av den höga sekretessen som omgärdar partiet har skandalrykten tidvis cirkuerat kring vilka som utgör dess ledning.

## Historia
Partiet är en uppföljare av gruppen Voix ouvriere (svenska: arbetarnas röst) som förbjöds på grund av dess stöd till studentupproret 1968. Voix ouvrière grundades 1956 och var i sin tur en uppföljare på en trotskistisk grupp som startades 1939 av David Korner.

## Valresultat
I det franska parlamentsvalet är Lutte ouvrières röstandel ganska liten. I valet 2002 fick partiet 1,2 procent av rösterna och det finns därmed inte representerat i nationalförsamlingen.
I regionalvalen samarbetar Lutte ouvrière med Ligue Communiste Révolutionnaire, och tillsammans fick de 4,83 procent av rösterna i valet 2004. Även i valet till europaparlamentet samarbetar partierna, och där fick de 1998 10,4 procent av rösterna, och därmed 4 mandat, men de förlorade alla mandat i valet 2004.
Partierna kallar sig l'extrême-gauche, det vill säga yttersta vänstern eller extrema vänstern, när de samarbetar, ett namn som inte har några direkta negativa konnotationer i Frankrike.
I presidentvalet fick partiets kandidat Arlette Laguillier 5,72 procent av rösterna.

## Festival
Sedan 1981 organiserar Lutte ouvrière varje år en festival, Fête de Lutte Ouvrière, som hålls på gården till ett slott som partiet köpt för detta syfte. Att hålla en årlig festival är en tradition som tagits över från Frankrikes Kommunistiska Parti som varje år brukade organisera Fête de L'Humanité. Fête de L'Humanité organiseras fortfarande men partiet har inte längre något med den att göra.
Till Fête de Lutte Ouvrière samlar partiet meningsfränder och motståndare till debatter och seminarier, och varje år brukar den besökas av tiotusentals personer.